# Sušany
Sušany (hongrois : Újantalfalva) est un village de Slovaquie situé dans la région de Banská Bystrica.

## Histoire
La première mention écrite du village date de 1800.

## Démographie

### Évolution de la population
| Année:               | 1994. | 2004.   | 2014.   | 2024.   |
| -------------------- | ----- | ------- | ------- | ------- |
| Nombre de personnes: | 460   | 451     | 435     | 420     |
| Différence:          |       | -1,95 % | -3,54 % | -3,44 % |

| Année:               | 2023. | 2024.   |
| -------------------- | ----- | ------- |
| Nombre de personnes: | 422   | 420     |
| Différence:          |       | -0,47 % |